# Nancy Ramey

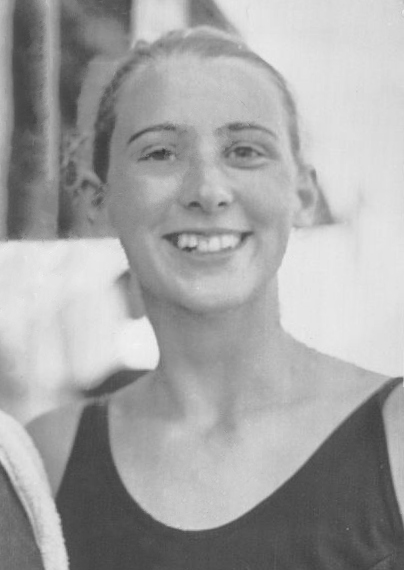
Nancy Ramey, 1959

Nancy Jane Ramey, nach Heirat Nancy Jane Lethcoe, (* 29. Juni 1940 in Seattle) ist eine ehemalige Schwimmerin aus den Vereinigten Staaten, die eine olympische Silbermedaille und eine Silbermedaille bei Panamerikanischen Spielen gewann.

## Karriere
Nancy Ramey besuchte die Mercer Island High School, als sie sich für das Olympiateam 1956 qualifizierte. Bei den Olympischen Spielen 1956 in Melbourne nahmen zwölf Schwimmerinnen an den erstmals ausgetragenen Wettkämpfen über 100 Meter Schmetterling teil. Es fehlte die niederländische Weltrekordlerin Atie Voorbij, da die Niederlande die Olympischen Spiele boykottierten. Alle Medaillen gingen an die Schwimmerinnen aus den Vereinigten Staaten. Es siegte Shelley Mann mit 0,9 Sekunden Vorsprung vor Nancy Ramey, die ihrerseits zweieinhalb Sekunden vor Mary Sears anschlug.
1958 verbesserte Nancy Ramey sowohl den Weltrekord über 100 Meter Schmetterling als auch den über 200 Meter Schmetterling. Im gleichen Jahr gewann Ramey fünf Meistertitel der Vereinigten Staaten und einen Kanadas. 1959 schwamm Ramey bei den Panamerikanischen Spielen in Chicago. Über 100 Meter Schmetterling gab es auch hier einen Dreifachsieg der Schwimmerinnen aus den Vereinigten Staaten. Es siegte Becky Collins vor Nancy Ramey und Molly Botkin.
Nancy Ramey graduierte an der University of Washington und machte ihren Master und den Ph.D. an der University of Wisconsin. In den 1970er Jahren war sie Assistenzprofessorin für Religionswissenschaften an der Stanford University. Später organisierte sie mit ihrem Mann Safaris in der Wildnis Alaskas.